# Japans historie
 Der er for få eller ingen kildehenvisninger i denne artikel, hvilket er et problem. Du kan hjælpe ved at angive troværdige kilder til de påstande, som fremføres i artiklen.

Japans historie falder i forskellige afsnit kendetegnede ved modsætningerne mellem udefra kommende indflydelse og egen indre udvikling.

## Urtid (indtil c. 400 e. Kr.)
Japanernes herkomst er hyllet i mørke. Deres forgængere som beboere af øgruppen er ainoerne, med hvem de i tidens Løb er blandede, foruden med koreanere, kinesere og malajer. Sprogligt er japanerne nærmest i slægt med manshuerne, etnologisk har de stærke berøringer med nordasiatiske, tatariske folk. I denne retning peger flere oldtidsskikke: at lade heste og tjenere følge den afdøde herre i graven, den sjintoistiske mytologis obskøne karakter, den gamle folkelige fallosdyrkelse og endelig den såkaldte skapulamantik, ɔ: at tage varsler af hjortens skulderknogle.

### Oprindelsesmyten
Urtidens Japanere havde ingen skrift, kendskabet til denne kom fra Kina over Korea, rimeligvis ved en koreaner Wani i året 405 e. K. Først 300 år efter optegnedes de ældste bevarede sprogmindesmærker: Kodjiki (712 e. K.) og Nihongi (720 e. K.), indeholdende myter og sagn i løs sammenhæng, ordnede i det bestemte politiske og genealogiske øjemed at støtte den kejserhuset ydede kultus. Som følge deraf forudsætter forfatterne deres egen tids politiske og kulturelle forhold som eksisterende allerede i urtiden og forvansker derved fuldstændig det virkelige billede af denne. Annalerne lader Japans historie begynde med urkejseren Jimmu-Tenno fra 660 f. Kr., og de første 17 kejsere har gennemsnitlig en levealder af 109 år. Som historiske kilder har annalerne først værdi fra 5. århundrede e. Kr. Indtil denne tid levede japanerne i en primitiv, barbarisk kulturtilstand, hvor krige mellem stammerne, jagt, fiskeri og et primitivt agerbrug var hovedbeskæftigelsen. Som et gammelt, ærværdigt kulturminde fra den grå urtid rækker den ældste, nationale religion ind i nutiden. Sjinto, ɔ: Gudernes Vej, kaldes den med et kinesisk udtryk. Kami er det oldjapanske navn på guderne, eller rettere ånderne. Kami-dyrkelsen, Sjinto, er ingen lære, det er en kultus, en naiv gude- og åndetro med et simpelt ritual omfattende bøn, offer og visse renhedskrav. Det er en dyrkelse af naturkræfterne og som i Kina tillige forfædredyrkelse. Solgudinden Amaterasu, den vigtigste Sjintoguddom, er mikadofamiliens stammoder, solkultus og kejserdyrkelse flyder således sammen. Urtidens Japan var ingen enhedsstat, men en løst sammenhængende slægtsstat. Om slægten, japansk uji, drejer alt sig, hver uji har sin med patriarkalsk magt udstyrede høvding. Op over alle slægter rager høvdingeslægten i Jamato, den senere kejserslægt. Han er sumera no mikoto, »den sammenfattende hersker«; den kinesiske titel tenno, ɔ: himmelkonge, er af langt senere oprindelse. Jamato-høvdingens magt er både religiøs og politisk, han er den højeste guddom, solens stedfortræder og efterkommer. Hans politiske magt og solgudindens dyrkelse vinder hånd i hånd indflydelse i de øvrige høvdingedømmer, så at han bliver primus inter pares, den første blandt høvdingene.
Den historiske kerne i Nihongis fortælling om den ældste kejser Jimmu-Tenno, der siges at regere 660—585 f. Kr., synes at være den, at en høvding fra øen Kiushiu har erobret Jamato, ɔ: Egnen om Osaka og Kyoto, og har derfra vundet overherredømmet over de omliggende provinser Izumo, Setzu osv. Om de følgende 560 år ved Nihongi intet positivt at fortælle ud over selve kejserrækkens navne. Derefter berettes om forskellige kampe mod ainoerne i Østjapan, den vilde folkestamme Kumaso i den sydlige del af Kiushiu og mod koreanerne. Om den japanske erobring af Korea fra 3. århundrede meddeles forskellige sagn i Nihongi; men en sådan erobring er sikkert uhistorisk og genspejler kun overleveringer om forskellige sørøvertog. Kejsernes lange regeringstid viser overleveringens ringe historiske nøjagtighed: den 10. mikado Sujin 97—30 f. Kr., Suinin 29 f.—70 e. Kr., Keiko 71—130 e. Kr., Seimu 131—190 og den 17. Nintoku 313-399. Efter al sandsynlighed må derfor Nihongis tidsregning formindskes med 6—700 år, således at Jimmu-Tenno har levet omkring vor tidsregnings begyndelse.
I overgangen fra forhistorisk til historisk tid optræder Kofunperioden, der er opkaldt efter de tusindvis af karakteristiske nøglehulsformede kofungravhøje fra midten af det 3. århundrede til begyndelsen af det 7. århundrede e.Kr.

## Indførelse af kinesisk kultur og buddhisme (ca. 400—1100)

### Forbindelse med Kina
Omkring 400 e. Kr. begyndte forbindelsen med Kina og dets kultur. Denne gjorde et overvældende indtryk på japanerne. Japanerne tilegnede sig lærevilligt alt: skrift, mål og vægt, tidsregning, kunst, luksus, teknik, arkitektur, statsvæsen, fast retsordning, kejsermagt og embedsmandsstyre, så at den japanske kultur fuldstændig omformedes og udvikledes i kinesisk ånd. Hos høvdingen i Jamato fandt de kinesiske ideer først indpas, og kendskabet til den højere kultur styrkede hans magt. Han blev kejser, mikado. De japanske annalers indhold bliver nu et andet, i stedet for mytologi fortælles hofhistorie, og fra ca. 500 berettes om kejserhusets kampe med de store høvdingeslægter og stridigheder mellem disse indbyrdes. Under disse kampe indføres buddhismen, navnlig med støtte af den mægtige Soga-familie, der beslægtet med kejserhuset tog formynderskabet for dette. Sjotoku Taisji (d. 621), en prins af kejserhuset, virkede ivrigt for buddhismen ved tempelbygning med mere og forsøgte at indføre kinesisk hofvæsen og ceremoniel. Med kinesisk forbillede søgte kejserne at udvide deres magt over hele Sydjapan, men først efter hårde kampe med Soga-slægten, der endelig nedkæmpedes 645, lykkedes det i løbet af 7. århundrede at føre de nye regeringsprincipper til sejr. Denne ændring i landets styre, Taikwa-reformen 645—708, bestod i at indrette en enhedsstat efter kinesisk mønster. Som himlens repræsentant var kejseren ejer af hele landet og herskede direkte over folket. Høvdingeslægterne og adelen bøjede sig for kejsermagten og trådte i statens tjeneste. Bønderne dyrkede jorden for overklassen.
Med kejserdømmet sejrede buddhismen, og Sjintoguderne optoges i det store pantheon af indiske guder. Kejser Sjomu (724—748) lod støbe den vældige bronzebuddha, der endnu findes i Nara. Siden 709 havde kejserne deres faste regeringssæde her, i det gamle Jamato, og fra 800 indtil omvæltningen 1868 i Kyoto. Indtil Naras anlæggelse fandtes ingen byer i Japan. Den nydannede kejsermagt formåede ikke at hævde sig. Statens sociale underbygning ændredes ikke: hørige bønder under arvelige, ret uafhængige godsherrer eller statholdere. I løbet af 9. århundrede trængtes kejsermagten langsomt tilbage. Kejserne nedlagde hyppigt magten og trak sig tilbage til den buddhistiske klosterfred. Følgen blev hyppige barnekejsere med regenter tagne blandt de store adelsslægter, navnlig slægten Fujivara. 987—1027 førte således Michinaga Fujivara regentskabet for 3 kejsere, alle 3 gifte med døtre af ham. Den gamle slægtsstat havde sejret over det nye kejserdømme.

## Lensstaten (ca. 1100—1600)
Kejserens og de kejserlige statholderes magt undergravedes efterhånden ved udviklingen af selvstændige godsbesiddelser, Sjojen, der som fri ejendom unddroges den kejserlige skatte- og forvaltningsret. Ca. 1100 hørte 9/10 af landet til Sjojen og splittedes derved i uafhængige territorier. Denne tilstand truede flere gange med helt at opløse staten og prægede japansk statsliv indtil lenenes ophævelse 1871. Bønderne under hvert Sjojen ydede kun dette skatter og hoveri. Fra 9. århundrede udvikledes af godsherrernes væbnede følge (kenin) en ny arvelig krigerstand, samurai'erne, knyttede til deres lensherrer ved ubrydelige slægts- og troskabsbånd. Inden for adelen selv opstod en forskel mellem den krigeriske landadel (buke) og den efterhånden degenererede og mere blødagtige hofadel (kuge). Blandt landadelslægterne blev to de mægtigste: Minamoto, herskende over Kwanto-sletten ved det nuværende Tokyo, og Taira på øen Kiushiu i sydvest, begge stiftet i 9. århundrede af kejserprinser som statholdere. Kampe med ainoerne i nord og med koreanerne i vest gav begge slægter dåd og krigerry. Fra ca. 1100 trådte Fujivara'erne i skygge for de to nye krigerætter, og i 12. århundrede kom det til en langvarig kamp om magten mellem Taira (det røde Flag), ført af Kijomori (1167 storkansler), og Minamoto (det hvide Flag). Den endte med et stort søslag ved Dan-no-ura i Shimonoseki-strædet 1185, hvor blandt andet mikadoen og mange af hans slægt faldt. Nu blev sejrherren, Joritomo af Minamoto-ætten arvelig Sei-i-tai-shogun (hærfører). Han blev øverste lensherre og fik den egentlige styrelse i sine hænder, om end mikadoen stadig regnedes for den rette hersker. Efter hans død 1199 udbrød nye kampe, hans egne sønner fortrængtes fra magten, og en sidelinje, slægten Hodjo, tog under titlen Shikken formynderskabet for shogun'erne, altså en styrelse på tredje hånd. 1260 indsattes således to brødre til at være den ene mikado, den anden shogun, og denne ordning med to herskere forblev i kraft indtil den store statsomvæltning 1868.
1281 gjorde den mongolske hersker i Kina, Kublai Khan, et forsøg på at undertvinge Japan; men hans flåde led et afgørende nederlag mod Hodjo Tokimune (Shikken 1267—1284), og alle de skibbrudne fjender blev uden nåde dræbte. Ligeledes dræbtes til advarsel de sendebude, mongolkejseren udsendte. Dog fik ved dette forsøg venetianeren Marco Polo, der levede ved hans hof, lejlighed til først at bringe Europa kundskab om Japan eller, som han kaldte det, Zipangu (efter det kinesiske navn Djipønn-kwo). 1334 blev Hodjo-ætten af Ashikaga Takauj i fordreven fra magten — under dens herredømme havde kunst og videnskab samt velstand blomstret i landet —, og under de kampe, som derefter fulgte, var Japan endog indtil 1392 delt i 2 riger, nord og syd, hvert med sin mikado. 1336—1573 var huset Ashikaga i besiddelse af shogunatet (15 shoguner i alt), med residens i Kyoto. Kunst og litteratur blomstrede her, især malerkunst og no-skuespillet. Men statsstyret kom i forfald. De gamle kejserlige civilstatholdere forsvandt og afløstes af shogunens militærstatholdere, de såkaldte daimio'er. Disse blev stadig mere uafhængige, retten sad i spydstagen, lensfyrsterne krigedes altid indbyrdes. 1573 blev den sidste Ashikaga afsat af den store feltherre Nobunaga, der tilrev sig magten 1573—1583. Efter Nobunagas drab tog Hidejoshi styret 1582—1598 og søgte at bringe ro og orden i landet. Han foretog fra 1592 en række resultatløse felttog til Korea og tænkte også på at føre krig mod Kina, da han døde 1598; han havde fået titlen Taiko-Sama, den store hærfører, hvorefter senere shogun'er også kaldtes taikun'er.

## Tokugawa-shogunatet (1603—1868)
Hidejoshis dygtigste hjælper, den lavættede, men fremragende feltherre og statsmand Tokugawa Ijejasu (f. 1542, d. 1616) tilrev sig magten ved at skyde Hidejosjis egen søn til side og gjorde sig 1603 til arvelig shogun; i hans slægt, Tokugawa, forblev herredømmet lige indtil 1868. Han grundlagde staden Jedo (Tokyo) og flyttede regeringens sæde derhen, mens han lod mikadoen blive i den gamle hovedstad Kyoto. Østjapan havde sejret over Sydjapan. Mikadoen indskrænkedes til omgangen med det talrige hof, og med det præsteskab, der var knyttet til soldyrkelsen, men udelukket fra forbindelse med lensfyrsterne trængtes han tilbage i den almene forestilling, og hans overherredømme blev et tomt skin. Derimod sikredes shogunens magt, lensfyrsternes myndighed fastsattes nøje, en stor mængde mindre len (i alt 260) oprettedes, hvis indehavere knyttedes umiddelbart til shogunen, mens de tidligere lensmænd regnedes for at stå under mikadoen. Også fæstnede Ijejasu den hele stats- og samfundsordning ved en ny lovbog, de »100 love«, kaldet Gongen Samas love efter det navn, han fik efter sin død. Sin fulde udvikling fik den nye statsordning dog først under Ijejasus søn Hidetada og sønnesøn Ijemitsu (1623—1650).
Efter denne ordning var folket delt i 6 klasser:
1. Lensfyrsterne,
2. Krigeradelen,
3. Præsterne såvel Sintoer som Buddhaer, samt lægerne og andre videnskabsmænd,
4. Landbrugerne,
5. Håndværkerne og fiskerne,
6. Købmændene.

Neden for dem stod den lavere almue, nærmest en pariaklasse, eta, som ikke havde fællesskab i »ild og vand« med de højere klasser. Shogunen styrede riget med et rigsråd af 8 egentlige ministre og et lignende antal underministre; de valgtes efter indstilling af lensfyrsterne, som ved deres side havde nogle arvelige rådgivere. Under en følgende shogun fik lensfyrsterne pålæg om at opholde sig med deres familier i Jedo en vis tid af året; når de selv drog til deres len, holdtes familierne tilbage som gidsler. I tidens løb blev dog shogunens personlige myndighed stærkt indskrænket ved hans rigsråd, og det hele regeringssystem blev overmåde konservativt, sigtende til at holde alle ny indretninger og især al fremmed påvirkning borte.

### Afspærringen
Dette vendte sig særlig mod kristendommen. I 1542 kom de første portugisiske eventyrere fra Macao og knyttede handelsforbindelse mellem Portugal og Japan; de lærte desuden japanerne skydevåben og krudtets tilvirkning at kende. 1549 kom også jesuitter til Japan som missionærer, blandt andre den navnkundige Frants Xaver (1549—1552), og de prædikede kristendommen med sådant held, at der til sidst var 2—300.000 indfødte kristne med 250 kirker, spredte over en stor del af Landet. Også flere fyrster på Kyushu gik over til den ny lære. Fra første færd hindredes missionen ikke, Nobunaga havde brug for den i sin kamp mod de mægtige buddhistiske klostre. Også Hidejosji forholdt sig en tid afventende. Men efterhånden bragte heldet og den kristne intolerance missionærerne så vidt, at de brugte tvang og trusler for at fremme deres mål, forfulgte de hedenske præster samt ødelagde templerne. Desuden blandede de sig i de politiske kampe mellem Ijejasu og hans medbejlere. Som følge heraf og af frygt for de europæiske staters koloniseringslyster slog stemningen om i de ledende regeringskredse. Hidejosji udstedte 1593 et påbud om missionærernes forvisning samt lod flere af dem brænde, og 1614 ikke alene gentoges påbuddet, men det sattes også i værk af Ijejasu med yderste strenghed. Forfølgelsen udstraktes til de indfødte kristne, og alskens grusomme pinsler og straffe udøvedes mod dem. Under Ijemitsu (1623—1650) fandt ny forfølgelser sted (1623—1629), og efter et opstandsforsøg 1637 blev kristendommen og forbindelsen med udlandet helt forbudt ved ediktet af 1639. Al forbindelse med Portugal blev afbrudt, og der sattes dødsstraf for de japanere, som vovede at gå til fremmede lande. Derimod fik hollænderne fra 1641 adgang til den lille ø Desjima ved Nagasaki, men underkastedes mange ydmygende indskrænkninger med hensyn til deres ophold og handel samt måtte udrede en årlig tribut. Selv kineserne fik for fremtiden kun en lignende adgang til Japan som hollænderne, ligeledes indskrænket til Nagasaki. Kun tillod Josjimune (1716—1745), den sidste fremragende Tokugawa, på ny indførelse af europæiske bøger — især hollandske — dog med undtagelse af religiøse.
Som en naturlig følge af denne strenge afspærring fra udlandet fik Japans kulturudvikling et meget ejendommeligt præg. I første halvdel af 17. århundrede vistes der stor iver for at udbrede kinesisk videnskab og litteratur samt for at dyrke astronomien. Til samme tid nåede industri og agerbrug en kraftig blomstring; sukkeravlen indførtes, og der vistes omhu for den indre samfærdsels fremme ved bygning af veje og broer. For at hindre mulig hungersnød oprettedes offentlige rismagasiner, og retssikkerheden hævdedes ved strenge straffelove. 1780—1790 blev den nordlige ø Jeso knyttet til riget såvel som den sydlige halvdel af Sachalin og de fleste af Kurilerne. 1782 og på ny 1804—1805 gjordes der fra den russiske regerings side forgæves forsøg på at opnå adgang til Japan. Hverken engelske forsøg i de nærmest følgende år eller et fransk og et nordamerikansk 1846 havde bedre held. Ved budskabet om den engelsk-kinesiske krig 1842 foreslog en af de mægtigste lensfyrster, daimio'en i Kaga, at man skulle åbne havnene for udlændinges skibe; men forslaget bekæmpedes af fyrsten af Mito og kunne ikke trænge igennem. Heller ikke lykkedes det i 1840 de sydjapanske daimio'er i Choshiu (Tsjosjiu), Mito og Satsuma at formå shogunen til at opgive sin myndighed og gøre mikadoen til virkelig hersker igen.

### Åbningen af landet
Først 1853—1854 lykkedes det at sprænge den afspærring fra omverdenen, som da havde varet i mere end 200 år. I juli 1853 kom en nordamerikansk flåde under commodore Perry til Jedo-bugten for at opnå forbindelse mellem de to lande. Den 31. marts 1854 lykkedes det ham at få en handelspagt afsluttet, hvorved havnene Sjimoda og Hakodate åbnedes for hans landsmænd. Efter Nordamerika fulgte endnu samme år England og næste år Rusland, der tillige fik adgang til Nagasaki, og en forsamling af lensfyrsterne gav også samtykke dertil. 1857—1858 sluttedes nye aftaler med de nævnte 3 lande samt med Nederlandene og Frankrig — til dels under indflydelse af vestmagternes heldige krig med Kina — og det fastsattes heri, at i alt 5 havne, der i blandt Kanagava eller Yokohama nær ved Jedo, skulle åbnes for handelen. 1860—1864 udstraktes disse aftaler til Portugal, Tyskland og Schweiz og senere til andre lande, således Danmark 1867 og Norge og Sverige 1868.
Et så stærkt brud på folkets sædvaner og fordomme kunne dog ikke gennemføres uden heftige rivninger og blodige optrin. 1858 blev den 13. shogun, taikunen — under denne titel afsluttedes nemlig de ny handelspagter — Tokugawa Ijesada (1853—1858) myrdet, og marts 1860 blev denne og den følgende shoguns formynder, Jikamon, der allerede 1842 havde taget ordet for at åbne havnene, overfaldet og dræbt af nogle ronins (herreløse samurai'er) fra Mito. Til hævn herfor myrdedes 1861 også fyrsten af Mito, den mest hårdnakkede modstander af forbindelsen med udlandet, som formentes at have fremkaldt mordene på taikunen og på Jikamon. Desuden forefaldt gentagne mord og overfald på udlændinge, som bosatte sig eller rejste i Japan, selv fremmede magters repræsentanter, og skønt shogunens regering var vel stemt for en tilnærmelse til udlandet og allerede 1860 skikkede sendebud til Nordamerika og 1862 til London (Verdensudstillingen) og flere af af Europas hovedstæder, kunne han dog ikke værge udlændingene. I virkeligheden havde han overtrådt sin myndighed ved at slutte traktaterne — stik imod Japans gamle lovgivning — uden at have fået lensfyrsternes, endsige mikadoens samtykke. De fremmede magter havde nemlig næret den forestilling, at taikunen var Japans verdslige hersker (kejser) og mikadoen kun dets ypperstepræst (pave). 1862 påbød så mikadoen udvisning af udlændingene og dermed tillige afbrydelse af de indgåede forpligtelser.
Da shogunen, hvis sendebud i Europa ikke havde kunnet opnå den ønskede udsættelse af havnenes åbning, hverken ville eller turde indlade sig på at udføre mikadoens pålæg, fastsatte mikadoen en dag til udvisningen, og de mægtige fyrster af Nagato (Tsjosjiu) og Satsuma ville nu iværksætte påbuddet ved egne kræfter. Kort forinden (i februar og maj 1863) var både den engelske og den nordamerikanske gesandts boliger nedbrændte, utvivlsomt ved ildspåsættelse. I juli lod fyrsten af Tsjosjiu sine batterier i Shimonoseki-strædet skyde på de europæiske skibe, hvor efter franske krigsskibe bombarderede forterne, medens en engelsk flåde ødelagde fyrsten af Satsumas hovedstad, Kagoshima. Dette tvang vel de fremmedfjendtlige daimio'er til noget større føjelighed, men først efter at en forenet engelsk-fransk-nordamerikansk flåde under hårdnakket modstand havde ødelagt batterierne i Shimonoseki-strædet 5.—6. september 1864, kunne shogunen opnå mikadoens stadfæstelse på handelspagterne (25. november 1865). Siden blev de også ærlig overholdte, og flere af lensfyrsterne, selv fyrsten af Satsuma, nærmede sig udlændingene. Endnu mere knyttede den 15. og sidste shogun, Tokugawa Josjinobu (september 1866—april 1868), sig til dem, i håb om derved at sikre sig herredømmet over lensfyrsterne og omdanne den gamle lensstat til en enhedsstat. Han sendte sin broder til Paris for at repræsentere Japan ved Verdensudstillingen 1867 og brugte franske officerer til at uddanne en hær efter europæisk mønster.
Dog samtidig opstod hos lensfyrsterne og ved mikadoens hof, efter at et tronskifte i februar 1867 havde bragt Mutsuhito (f. 3. november 1852) på tronen som den 122. mikado, tanken om at tilvejebringe enhed i statsstyrelsen ved at genoprette mikadoens herredømme, som i næsten 700 år kun havde været af navn. Trykket blev så stærkt, at Josjinobu selv foreslog en omdannelse af statsordningen og indkaldte lensfyrsterne til et møde i Kyoto, hvor han i november 1867 erklærede sig villig til at overgive mikadoen styrelsen, vist nok i det håb, at han ved at gennemføre den ny ordning kunne sikre sig selv en væsentlig myndighed. For at hindre dette udvirkede de sydlige lensfyrster, som fra nederlaget ved Sekigahara 1600 nærede et nedarvet had til Tokugawa'erne, at mikadoen i januar 1868 krævede af ham øjeblikkelig opgivelse både af hans magt og af hans store indtægter, mens derimod de nordlige fyrster stillede sig på taikunens side. Det kom således til en formelig borgerkrig; men i slutningen af januar måned blev shogunens hær slået, og snart efter trak han sig tilbage til klosterlivet. Alligevel fortsatte hans tilhængere kampen endnu i flere måneder under hans broders ledelse. Også shogunens flåde fortsatte modstanden. Ført af Enomoto trak den sig tilbage til den nordlige ø Jeso og underkastede sig ikke før i juni 1869. I det øvrige land havde mikadoen fået overmagten allerede i november 1868, og i december holdt han sit højtidelige indtog i Jedo samt modtog her i februar 1869 de fremmede sendebund i højtidelig audiens. Dermed var statsomvæltningen ikke alene afsluttet indadtil, men også godkendt af udlandet, og den unge hersker tilkendegav derved, at en ny tidsalder var åbnet.

## Meiji, Oplysningens Tid (1865-99)
»Oplysningens Tidsalder« (Meiji) kaldtes den nye kejsers æra på japansk og begyndte med november 1868. Og Japan indtrådte dermed i en fremskridtsudvikling så hurtig og så fuldstændig, som man intetsteds har set magen til; regering og folk stræbte med rastløs iver at tilegne sig den europæiske verdens kundskaber og teknik, som de begge i mere end 200 år havde søgt at holde borte fra sig. Allerede i april 1869 samledes de højere lensfyrster og i juli de lavere for at vedtage lensvæsenets afskaffelse og dermed den moderne enhedsstat; men de forbeholdt sig endnu stillingen som statholdere i de fordums len. Dog i august 1871 kunne mikadoen med understøttelse af de 4 mægtigste fyrster gennemføre en endnu dybere gående omdannelse, idet alle lensfyrsterne måtte helt opgive deres len (250 i alt) og flytte til Jedo som privatmænd mod at få en kapital, hvis renter svarede til en tiendedel af de tidligere lensindtægter; disse tilfaldt derimod statskassen. Samtidig gaves der mænd af alle samfundsklasser adgang til statens embeder. Riget inddeltes derefter i 72 ny provinser (1888 indskrænkedes tallet til 42), hver under sin af mikadoen udnævnte statholder. En særstilling fik de 3 storstæder, Jedo, der fik det officielle navn Tokyo og blev rigets nye hovedstad, mikadoens sæde, Kyoto, hvis tidligere navn Miako afskaffedes, samt Osaka. Den øverste forvaltningsmyndighed, ministerrådet, omdannedes, og der oprettedes ved siden et rådgivende senat på 32 medlemmer samt et statsråd (genro-in) efter fransk mønster.
1869 blev den gamle nationale sjinto-lære på ny erklæret for eneste statsreligion, medens buddhismen tabte den beskyttelse, den hidtil havde nydt. Dens præsteskab måtte afstå alle sine og templernes ejendomme. Imod kristendommen bevaredes i de første år af »den ny æra« endnu det gamle forbud, og 1870 udstedtes nyt forbud imod overgang til den fremmede lære, som hurtig vandt indgang gennem franske (katolske) og engelske (protestantiske) missionærer. Først 1873 standsedes forfølgelsen, og 1876 kundgjordes formelig ophævelsen af de gamle forbud. 1884 gik regeringen endnu et skridt videre, idet den tilstod fuld trosfrihed og samtidig ophævede sjintoismen som statsreligion.
Endnu hurtigere gik det for Japan med at tilegne sig alle ydre sider af den europæiske civilisation. Allerede 1869 indrettedes den første telegraf, og 1871 nedlagde det Store Nordiske Telegrafselskab sine undersøiske kabler fra Shanghai til Nagasaki og derfra til Vladivostok. Efter telegrafen fulgte snart den første jernbane fra Jedo til Yokohama. 1872 gik det første japanske skib over Stillehavet til San Francisco. 1871 indrettede Ito et møntvæsen efter nordamerikansk mønster med sølvdollar, og 1873 oprettedes de første seddelbanker (1876 gaves en fuldstændig banklov). 1872 fik Japan sit postvæsen og kunne i juli 1877 indtræde i Verdenspostforeningen. 1879 omdannedes hæren, væsentlig af Jamagata efter tysk (tidligere fulgtes fransk) mønster med almindelig værnepligt og 3 års tjeneste og med europæisk uniform og udrustning. 1872 grundlagdes universitetet i Tokyo til dels med fremmede lærere (engelske, franske og tyske). Også sendtes i stort tal unge japanere udenlands til oplæring i europæiske sprog og videnskaber, og desuden oprettedes forskellige fagskoler og en mængde folkeskoler, mens tidligere folkets store masse var udelukket fra skolerne, der kun var bestemte for samuraiernes børn. Senere blev indført almindelig skolepligt. 1871 udkom den første avis, men snart opvoksede en meget talrig og stærkt udbredt bladlitteratur. Fra 1. januar 1873 trådte den gregorianske kalender i kraft, dog således at tidsregningen begyndte fra Jimmu Tenno, den første mikado, dvs at 1873 blev 2533. Desuden optoges vestlige landes uge- og døgninddeling, selv med søndagen som hviledag (tidligere hver 5. dag). 1881 holdtes den første nationaludstilling med 31.000 udstillere.
Også til formerne for den ydre levevis strakte efterligningen sig, og i så henseende gik mikadoen selv åbent i spidsen, idet han ganske opgav det tidligere indesluttede liv og gav afkald på den næsten guddommelige hyldest, der tidligere ydedes ham som solgudindens ætling. Kejserinden Haruko (f. 1850, gift 1869, d. 1914) modtog lige som mikadoen de fremmede gesandters fruer ved sit hof. Den europæiske dragt blev meget almindelig i byerne, især blandt embeds- og forretningsmænd; man opgav de gamle skikke at afrage håret og at tatovere legemet. Den tidligere klasseinddeling mellem arbejderne ophævedes, og den laveste klasse, eta, fik lige rettigheder med andre. Derimod blev krigeradelen (samurai), en talrig og urolig klasse, før Meiji ca. 400.000 familier, hvem de fleste voldsgerninger mod udlændinge i løbet af 1860'erne skyldtes, opløst 1876 og henvist til at drive borgerlige næringsveje samt mistede deres ældgamle forret til »at bære 2 sværd«. Dette gav stødet til en opstand blandt samuraierne i Sydjapan i oktober samme år. Kort efter rejste Satsuma-klanen, også i Sydjapan, ledet af Saigo Takamori, en ny og mere alvorlig opstand, det såkaldte Satsuma-oprør, som først endte 1878 efter en langvarig kamp; men også denne prægedes af den ny tid, idet kun en ringe part af deltagerne blev straffede og kun en snes med døden. Til hævn for Saigo myrdedes Okubo, der ansås for en af hovedmændene for reformernes gennemførelse.
Allerede fra første færd, efter at mikadoen havde overtaget styrelsen, blev det udtalt, at han ville styre i overensstemmelse med den offentlige mening og folkets råd, og det forventedes derfor, at omdannelsesværket skulle krones med en fri forfatning. Det varede heller ikke længe, før der i 1874 rejstes krav på en sådan ordning, især af Itagaki og Goto som førere for det liberale parti; men den gang afvistes det af regeringen som ubetimeligt. Derimod indkaldtes 20. juni 1875 en rådgivende forsamling, fortrinsvis sammensat af provinsembedsmænd, og efter dennes råd dannedes 1878 folkevalgte provinsforsamlinger som forberedelse til en virkelig konstitutionel forfatning. 12. oktober 1880 lovedes en sådan at skulle træde i kraft inden 10 år, og 11. februar 1889 — omtrent 20 år efter mikadoens modtagelse af de fremmede udsendinge — indfriedes løftet, idet en ny grundlov kundgjordes, nærmest udarbejdet af grev Ito efter preussisk mønster. Til dels som følge heraf myrdede de gammeldags sindede den fremskridtsvenlige undervisningsminister Mori. Overhuset i den nye forfatning skulle til dels fremgå af adelens valg for derved at få knyttet den historiske forbindelse mellem den gamle og den nye tingenes orden. Som følge heraf oprettedes allerede 1885 en ny adel, omfattende ca. 700 slægter i 5 rangklasser: fyrster, markis'er, grever, vikomter og baroner, idet den gamle hofadel (kuge) sammensmeltedes med de tidligere lensfyrster, og en del højere embedsmænd føjedes til. Juli 1890 foretoges valgene til de to huse, og 29. november samme år åbnedes Japans første rigsdag. Allerede tidlig gav stærke brydninger sig til kende, og regeringen så sig ofte nødsaget til at opløse underhuset, der havde vanskeligt ved at hævde sin selvstændighed over for regeringen. Der blev derfor ofte stillet krav om fuld pressefrihed og parlamentarisk styre. Dette blev dog indtil videre ikke virkelig gennemført, de politiske partikampe dækkede over de forskellige klaners kampe om magten (Satsuma, Choshu, Hizen, Tosa og andre), og indtil efter 1. verdenskrig var Sydjapans klaner de førende og gav det moderne Japan dets ledende mænd: Inuje, Ito, Jamagata, Katsura, Kido, Matsukata, Okubo, Okuma, Ojama, Togo.

### Udenrigspolitik 1868—1899
Lige som Japans bestræbelser indadtil gik ud på at tilegne sig den europæiske teknik så vidt muligt, måtte det også lægge vægt på at tilvejebringe et godt forhold til de fremmede magter og hævde sin ligestilling over for dem. 1872 afgik under ledelse af Ivakura en stor delegation til Washington og derfra til Europas hovedstæder, hvor der siden oprettedes faste legationer. Samtidig rejstes kravet om en revision af handelstraktaterne af 1858 etc. med de europæiske magter. Disse behandlede deri Japan som et ukultiveret land. Indførselstolden fastlagdes til en 5 % værditold, og de fremmede magter forbeholdt sig domsmyndighed over egne undersåtter og ret til at holde garnisoner i Tokyo til værn for deres gesandtskaber. Allerede 1878 og igen 1882 stillede Japan forslag om at revidere traktaterne. England stillede modforslag om blandede domstole, og da udenrigsministeren Okuma ville gå ind derpå, fremkaldte harme derover et mordforsøg mod ham 1889. Først 1894, efter sejrene mod Kina, sluttede England og 1894—1896 de fleste andre europæiske stater, 1895 Danmark, nye traktater med Japan, hvorved disse magters undersåtter fik ret til at bosætte sig i hele riget og ikke alene i de åbne havnestæder, men til gengæld gav afkald på deres konsulers domsmagt og underkastedes de japanske domstole. Dog toges et forbehold for et tidsrum af 5 år, da det ventedes, at Japan til den tid ville have både de nye domstole indrettede og nye lovbøger affattede, mere stemmende med tidens krav og de ændrede forhold. Hertil var der allerede 1871 og 1873 gjort det første skridt ved nye love, hvorved der gjordes betydelig indskrænkning i brug af dødsstraf, lige som anden legemsstraf og tortur næsten helt afskaffedes. Også fængslerne forbedredes. 1882 udkom en ny straffelov og straffeproces, udarbejdet af franske retslærde. 1890 affattedes en civillovbog og en civilproces, og 1893 en handelslovbog; men disse lovarbejder regnedes ikke for fuldt afsluttede og skulle underkastes endnu et grundigt gennemsyn, før de sattes i kraft 1899—1900. Som et andet middel til at fremme samkvemmet med udlandet vedtoges 1897 indførelse af guldmøntfod.
Opgivelsen af den tidligere strenge afspærring fra omverdenen havde også medført, at Japan selv fik lyst til at udvide sin indflydelse over de nærmeste lande. Med Kina var det allerede 1874 nær kommet til krig, fordi et japansk skibsmandskab var blevet myrdet på Formosa, og Japan derfor besatte en del af øen; ved englændernes mægling kom det dog til forlig, og Japan rømmede Formosa. 1875 sluttedes en aftale med Rusland, hvorefter Japan afstod den sydlige halvdel af Sakhalin og derimod fik alle Kurilerne. 1876 tog det Bonin-øerne i besiddelse, og 1879 indlemmedes Liukiu-øerne, der tidligere kun stod i et løst afhængighedsforhold til riget. Men især havde japanerne siden 1870'erne haft deres tanker rettede på Korea, hvis hersker, Ji-Höng flere gange åbent havde misbilliget Japans åbning for de fremmede »barbarer«. Et stærkt parti, ledet af Itagaki og Saigo, krævede 1873 ligefrem krig imod Korea, men regeringen, Ivakura, Okubo og Kido, holdt den gang igen, hvad der senere blev en medvirkende årsag til opstanden 1877—1878. Det lykkedes tværtimod ved fredelig underhandling at formå Koreas hersker Ji-Höng til 1876 at åbne sine havne for Japans handeL Japan brugte siden den indflydelse, det havde vundet, til, at opfordre Korea dels til at frigøre sig for Kinas overherredømme, dels til at åbne havnene også for de europæiske stater (1882—1886).
1894 udbrød det såkaldte Tong-hak-oprør på Korea af dem, der ønskede videre fremskridt og derfor hældede til Japan. Dettes regering greb den velkomne anledning til at blande sig i striden og besatte hovedstaden Soul med tropper. Men dette førte til en krig med Kina og gav Japan rig lejlighed til at vise sin overlegenhed både til lands og til vands og således godtgøre, hvor megen nytte det havde haft af den europæiske teknik. Ved fredsslutningen 17. april 1895 i Shimonoseki måtte Kina ikke alene give afkald på sit nominelle overherredømme over Korea, men også afstå Formosa (Taiwan) og Pescadores-øerne samt halvøen Liaotung med fæstningen Port Arthur, og desuden udrede anselige krigsomkostninger. Et tryk fra Ruslands side, støttet af Frankrig og Tyskland, nødte dog Japan til at give afkald på Liaotung, og skuffelsen herover blev så meget større, da den kinesiske regering 1898 forpagtede den nævnte halvø til Rusland for et tidsrum af 99 år. Japan, hvis statsmænd forinden havde søgt at overtale Kinas regering til at slå ind på fremskridtets vej som det eneste middel til at redde riget fra afmagt og opløsning, blev derved drevet over imod England, som allerede ved freden 1895 havde støttet dets ønsker. Foreløbig søgte Japan et slags vederlag for tabet af Liaotung ved at øve en væsentlig indflydelse på udviklingen i Korea; men for at sikre sin nyvundne magtstilling, navnlig over for Rusland, måtte det med stærk anspændelse af sine finansielle kræfter yderligere udvikle både hær og flåde.

## Japan som stormagt

### Kampen med Rusland
Heller ikke Nordamerikas erobring af Filippinerne 1898 og tilknytning af Hawaii 1899 kunne være den nye stormagt behageligt med henblik på herredømmet i Stillehavet. Derimod var det for japanerens nationale stolthed en væsentlig tilfredsstillelse, da de europæiske konsulers domsmagt ophørte i 1899, og de bosatte europæere altså for fremtiden skulle dømmes af japanske domstole. Japans jævnbyrdighed med de europæiske magter og dets udviklede kulturtrin blev jo derved formelig godkendt. Da Bokseropstanden udbrød året efter i Kina, og dettes kejser opfordrede den japanerne til fælles kamp imod europæerne, fik han et bestemt afslag tillige med bebrejdelser for krænkelse af folkeretten (også en japansk legationssekretær var faldet som offer for urolighederne). Japan tog end ikke i betænkning at stille 15.000 mand til det fælles hævntog imod Kina. Fredsslutningen 1901 bragte dog ikke den ventede ro til veje i Østasien, fordi Rusland, der havde besat Manchuriet, fandt lejligheden gunstig til at skaffe sig fodfæste i landet, og derfor, uagtet stormagternes indbyrdes aftale om ikke at søge landudvidelse i Kina, trods dettes gentagne opfordringer om igen at rømme landet, dog stadig under forskellige påskud udsatte troppernes bortrejse. Dette fandt Japan at være en truende fare for dets interesser, så meget mere som Rusland ligeledes søgte at vinde indflydelse i Korea, som japanerne anså for deres virkeområde. For de ledende statsmænd, markis Ito og den senere fyrst Katsura, førsteminister 1901—1905, blev opgøret med Rusland målet. For at styrke sin stilling sluttede Japan i februar 1902 et forbund med England og fortsatte samtidig sine forberedelser til en mulig krig med Rusland. Forinden søgte det dog at komme til en mindelig forståelse med Rusland, men dette gjorde kun Rusland mere fordringsfuldt i tanken om, at Japan ikke turde vove en krig.
Japan var dog ikke til sinds at vige tilbage, men stillede bestemte krav om Manchuriets rømning. I december 1903 landsattes japanske tropper i det sydlige Korea, og da der ikke i rette tid kom noget svar fra Rusland på dets ultimatum, angreb japanske krigsskibe straks efter fristens udløb, men uden formelig krigserklæring, 9. februar 1904 de russiske krigsskibe både ved Chemulpo på Koreas vestlige kyst og ved Port Arthur, samt vandt derved straks det for krigen afgørende overtag til søs. Der efter sendtes skyndsomst store troppemasser til Korea, for at føres videre til angreb på russerne i det sydlige Manchuriet. Korea blev tvunget til at slutte forbund med Japan, og dettes ypperste statsmand, grev Ito, sendtes derover for at overtage landets styrelse. Krigen blev til almen overraskelse en uafbrudt række til dels glimrende sejre både til lands og til vands; ikke alene i Liaotung med Port Arthur, men også den sydlige del af Manchuriet med hovedstaden Mukden blev indtaget af de japanske tropper, samt desuden den sydlige del af halvøen Sakhalin, som indtil 1875 havde været i japansk eje. Freden, der blev sluttet 5. september 1905 i Portsmouth i Nordamerika under præsident Roosevelts mægling, gav dog ikke Japan det ventede udbytte, idet kun Liaotung med Port Arthur og det sydlige Sakhalin afstodes, men ingen krigsomkostninger udredtes af Rusland. Den blev også kun med dyb skuffelse undertegnet af den japanske forhandler, udenrigsminister Komura, og modtoges med stærk misnøje af folket. Imidlertid var Japans kræfter i virkeligheden næsten udtømte i den ulige kamp. Krigen havde kostet det over 80.000 menneskeliv af en hær paa 1,2 mio. mand, og 2100 mio. kr, men den havde mægtigt styrket dets anseelse udadtil, så at det nu regnes som verdens ottende stormagt.
Ved freden vandt Japan indpas i det sydlige Manchuriet med ret til at bygge og drive jernbaner, hvad Kina tilstod det samtidig med overdragelsen af Liaotung, og dets nærhed gav det selvfølgelig et stærkt forspring frem for andre folk (særligt Nordamerika). Endvidere gav krigen det herredømmet over Korea, selv om dettes uafhængighed endnu ikke formelt udslettedes. Allerede august 1905, før Portsmouth-freden, sluttedes et nøjere forbund med England, hvorved begge Lande gensidig garanterede hinandens besiddelser og lovede støtte i krig. Juni 1907 sluttedes en traktat med Frankrig om gensidig anerkendelse af hinandens besiddelser i Østasien, juli samme år en handelstraktat med Rusland, en fiskerikonvention om de rige fiskerier ved Sakhalin og en konvention om anerkendelse af begge parters besiddelser, og endelig november 1908 sluttedes en lignende med Nordamerika. Desuden fastsloges ved alle traktater Kinas uafhængighed og ubeskårne område, samt alle landes ligestilling med hensyn til handelen på Kina, den såkaldte »åbne dørs politik«.
Den chauvinistiske strømning efter krigen med Rusland bragte snart ministeriet Katsura til fald, og marki Saionji dannede et nyt kabinet (januar 1906—juli 1908) med Hayashi som udenrigsminister. Ved svære rustninger og anneksionen af Korea i august 1910 søgte Saionji at tilfredsstille de nationale følelser, tillige gennemførte finansministeren Sakatani statens overtagelse af jernbanerne i april 1906. Pengene hertil søgtes fremskaffede ved trykkende krigsskatter, forhøjelser af toldtariffen samt nye lån. Dette efterkrigsprogram kunne på grund af finansnøden ikke gennemføres. Sakatanis finanssystem blev stærkt angrebet, og da gehejmeraadet Genro forlangte og fik udgifterne nedsat og dækket uden nye lån, gik han af. Saionji fulgte ham snart, og Katsura fik atter magten (juli 1908—august 1911) med Komura som udenrigsminister. Den nye regering lovede foreløbig ikke at optage lån, jernbanerne udskiltes fra det øvrige budget, og rustningerne fortsattes i et noget langsommere tempo. Den indre udvikling blev således i høj grad hæmmet ved de store finansielle vanskeligheder; krigens følger blev tunge, især ved de svære direkte og indirekte skattebyrder.
Udenrigspolitisk kendetegnedes perioden efter krigen ved de ovennævnte traktater med forskellige lande, tilnærmelse til Rusland og en voksende modsætning til de Forenede Stater på grund af den overhånd tagende japanske indvandring til Hawaii og Stillehavsstaterne. Over for Kina havde Japan til tider optrådt ret udæskende, navnlig under 1. verdenskrigen. Bortset fra finansielle vanskeligheder vedblev Japans stilling at være stærk, støttet af alliancen med England og det gode forhold til Rusland og Frankrig. Dog svækkedes betydningen af den engelske alliance noget, da den ny forbundstraktat af juli 1911 fritog England for at yde Japan hjælp i tilfælde af en krig med de Forenede Stater.
I indre politik var de ledende stadig slægterne fra 1868. Virkelig partipolitik efter bestemte politiske programmer fandtes endnu ikke. Tidligere måtte ministrene end ikke være medlemmer af et politisk parti. 1900 dannedes et liberalt parti, Seiyukwai under fyrst Ito, men allerede 1903 trak han sig tilbage fra ledelsen og afløstes af marki Saionji. Også Katsura-kabinettet fik støtte af Seiyukwai, og 1911 blev der mellem regeringen og Seiyukwai truffet aftale om gensidig støtte. Men derfra til et virkeligt parlamentarisk partiregimente var springet stort, og dertil manglede der endnu i Japan alle forudsætninger, så længe ministrene stadig udgik af de samme snævre kredse, og de deputerede lod sig købe af regeringen.
August 1911 afløstes Katsura atter af Saionji som premierminister; Katsuras fald skyldtes finansvanskeligheder over for kravene til hær, flåde og jernbanebygning, idet han var bundet af sin erklæring om ikke at ville søge lån. Yderligere havde ministeriets unødige hårdhed mod socialistiske bevægelser vakt megen misnøje. Ministeriet Saionji styrede dog væsentlig i samme spor og med stadig støtte af Saiyukwai, der atter ved valgene i juni 1912 kom ind med stort flertal. Bag ministeriet stod stadig Katsura med sin store indflydelse i Genro, de ældre statsmænds råd, der bag kulisserne holdt regeringens tøjler. Meiji-tidens kejser, Mutsuhito døde juli 1912 og fulgtes af sin søn Joshihito, der lige som faderen holdt sig i baggrunden uden at indtage nogen fremragende plads i japansk politik. Ved Mutsuhitos begravelse dræbte general Nogi, Port Arthurs erobrer, sig for på gammel japansk vis at følge sin herre i døden (junshi), en begivenhed, der vakte megen opmærksomhed som bevis på ægte japansk tankegangs vedvarende livskraft.
Vanskeligheder med at tilfredsstille de militære krav til statsbudgettet medførte Saionjis afgang, og efter Genros anvisning dannede fyrst Katsura sit tredje ministerium (december 1912—februar 1913). Ministeriets tilblivelse som følge af de uansvarlige kræfter i Genro vakte stemningen mod det i deputeretkammeret, og da der udbrød alvorlige uroligheder i Tokyo, trak Katsura sig tilbage, afløst af admiral Jamamoto (februar 1913—marts 1914). Katsuras fald betød til en vis grad et nyt afsnit i Japans parlamentariske udvikling. Ministeriet blev ansvarligt over for underhusflertallet, krigs- og marineministeren ansattes fremtidig af premierministeren i stedet for som hidtil af kejseren, det forlangtes, at Genros indflydelse skulle ophøre, og kejserens direkte indflydelse (autoritet) måtte ikke så hyppigt påkaldes. Opdagelsen af store underslæb ved bygningen af slagskibet "Kongo" i Tyskland hidførte ministeriets afgang, og et nyt dannedes af den 76-årige grev Okuma, premierminister april 1914-oktober 1916.
Ved 1. verdenskrigs udbrud opfyldte Japan sin forbundspligt mod England og erklærede Tyskland krig den 23. august, en sen men sød hævn for ydmygelsen 1895. Japans krigsdeltagelse indskrænkede sig til at jage de tyske skibe i østasiatiske farvande, besætte nogle øer i Stillehavet og erobre Kiautshau med det stærkt befæstede Tsingtau på Shantung-halvøen i november 1914. I øvrigt udnyttede japanerne Englands og Ruslands optagethed i krigen til at indlede en hensynsløs volds- og trusselspolitik mod Kina i forbindelse med en uheldsvanger indblanding i dettes indre forhold. At sende tropper til krigsskuepladsen i Europa undlod Japan klogelig; det nøjedes med at støtte russerne med ammunition og teknisk uddannede officerer og sendte 1917 en flåde torpedobådsødelæggere til hjælp mod de tyske undervandsbåde i Middelhavet. Ved hemmelige traktater 1916—1917 sikrede det sig sine allieredes støtte til ved fredsslutningen at kræve Tysklands rettigheder i Kiautshau og på Shantung-halvøen overdraget til sig.
I den indre politik udkæmpedes de sædvanlige kampe mellem regering og rigsdagspartier, uden at det endnu lykkedes fuldt ud at gennemføre parlamentarismen. Efter et nederlag i deputeretkamret på et hærforslag opløste regeringen underhuset og vandt ved valgene i maj 1915 en stor sejr over Seiyukwai-partiet. Opdagelsen af omfattende bestikkelser ved valgene bragte ministeriet til at gå af, men efter Genros anvisning dannede Okuma ministerium igen, blot i en ændret form, og bevarede magten uhindret, til han tog afsked på grund af alder og svagelighed. Han afløstes, atter på Genros anvisning, af den tidligere guvernør i Korea, den energiske feltmarskal Terautsji, premierminister fra oktober 1916 til september 1918, skønt Okuma havde opfordret kejseren til at henvende sig til baron Kato, tidligere udenrigsminister under Katsura. Kato dannede et nyt parti Kenseikwai (de konstitutionelle), der stillede sig fjendtligt mod regeringen på grund af dennes uparlamentariske dannelse. Efter en opløsning og nyvalg i april 1917 kom det ny parti dog i mindretal over for regeringspartiet, Seiyukwai.
Selv om Japan ikke direkte deltog i krigsbegivenhederne, undgik det dog ikke at komme til at lide under den dyrtid og varemangel, der hele jorden over var en følge af krigen. Japanerens vigtigste fødemiddel er fra gammel tid ris, men i store mængder solgtes den til de krigsførende, så at det, der blev tilbage i landet, både var for dyrt for menigmand og utilstrækkeligt til befolkningens forsyning. I løbet af sommeren 1918 udbrød voldsomme uroligheder i alle egne af landet, og overalt lød kravet om nedsættelse af prisen på ris. Kun med megen vanskelighed bragtes atter ro til veje, og i september måtte regeringen trække sig tilbage. En af lederne i Seiyukwai-partiet, Kei Hara, dannede regering som den første uadelige premierminister; myrdedes november 1921 af en koreaner. Haras regering var en ren partiregering, også en hidtil ukendt foreteelse i Japans parlamentariske historie. Marts 1919 gennemførte regeringen en valgreform, der forhøjede vælgertallet fra 1,5 til 3 mio., hvad der endnu var et ringe tal i forhold til Japans 50 mio. indbyggere. Der var således langt endnu til et demokratisk styre. Endnu var det den gamle samuraistands 2 mio. efterkommere, der styrede Japan. Men krigen havde her som andre steder skærpet de sociale brydninger, og arbejderne søgte ved omfattende strejker at vinde frem til politisk magt.
Versaillesfreden 28. juni 1919 gav Japan Tysklands besiddelser i Kiautshau trods Kinas energiske protester. Også præsident Wilson var principielt imod dette overgreb, men gav dog efter. Forholdet til Kina er som Følge heraf stadig spændt, om end Japan nu, af hensyn til de Forenede Stater og England-Frankrig, ikke mere kan maltraktere kineserne som under verdenskrigen. Opløsningen i Sibirien på grund af sovjetstyrets indførelse i Rusland 1917 gav Japan en kærkommen anledning til ved flere lejligheder at gribe ind for at beskytte sine interesser i Østsibirien, hvor det stadig holder troppestyrker. Over for de Forenede Stater er forholdet også spændt. Trods Folkeforbundspagtens ord om racernes ligeberettigelse kan japanerne dog ikke opnaa at blive behandlet som ligestillede med de hvide i Californien. Hertil kommer spørgsmålet om herredømmet i Stillehavet, især striden om øen Jap, en vigtig station for telegrafkabler, som med de øvrige tyske øer i det nordvestlige Stillehav tilfaldt Japan som såkaldt »mandatmagt«. Forbundet med England er også i nogen grad løsnet, selv om Alliancetraktaten af 1911 uden formel opsigelse stiltiende forbliver i kraft juli 1921—juli 1922. Se politiske Modsætninger i Stillehavet og flådekaprustningerne mellem England, Japan og de Forenede Stater bragte disses ny præsident W. G. Harding (siden marts 1921) til at indbyde de interesserede stormagter til en konference i Washington 11. Novbr 1921 med det formål dels at drøfte betingelserne for en nedsættelse af flåderustningerne, dels at ordne de dermed forbundne storpolitiske spørgsmål i Stillehavet og Østasien. I november 1921 overtog kronprins Hirohito regeringen som midlertidig regent på grund af faderens sygdom.
Efter mordet på Kei Hara 4. november 1921 blev finansministeren, vicomte Korekijo Takahashi, fører for regeringspartiet Seiyukwai og førsteminister 13. november. Omtrent samtidig udnævntes kronprinsen, Hirohito, til prinsregent (25. november) på grund af kejser Joshihitos vedvarende sygdom. Imidlertid kunne Takahashi dog ikke i længden samarbejde med det fra forgængeren overtagne ministerium; forgæves søgte han en rekonstruktion og måtte trække sig tilbage i juni 1922. Førsteminister blev der efter admiral, baron Tomosaburo Kato, marineminister i de sidste 4 kabinetter og Japans hoveddelegerede ved flådeudrustningskonferencen i Washington i november 1921. Kato havde ingen politiske partiforbindelser, men havde sikret sig ubetinget støtte fra det store, konservative Seiyukwai-parti. En hovedopgave for Katos ministerium blev gennemførelsen af Washington-traktatens flådeindskrænkninger, hvorved antallet af japanske kampskibe nedsattes fra 15 til 10. Over for USA lykkedes det at ordne striden om stillehavsøen Jap ved traktat af 11. februar 1922, og over for Kina ordnedes Shantung-spørgsmålet ved traktat af 4. februar 1922; begge traktater bragte ro om vanskelige spørgsmål og gennemførtes loyalt af Kato. Administrationen af det tidligere tyske Tsingtao overdroges til Kina 10. december 1922, en uge efter forlod de japanske tropper halvøen, og fra nytår 1923 overtog Kina alle jernbaner på Shantung. En anden hovedopgave for Katos regering var foranstaltninger mod de stigende sociale uroligheder og de dermed følgende talrige strejker, men forinden han kunne se resultatet af sit arbejde, døde han 24. august 1923, og ministeriet så sig nødsaget til at træde tilbage.
Det blev derefter af tronen overdraget admiral, grev Jamamato at danne regering. Da indtraf det frygtelige jordskælv den 1. september: henved tre fjerdedele af Tokyo, hele Yokohama og en række andre byer ødelagdes, omkring 200.000 mennesker omkom, og værdier for henved 5 milliarder Yen ødelagdes. Dagen efter ulykken samlede Jamamato en række anerkendt dygtige og politisk erfarne mænd i sit kabinet under slagordet »national enighed«. Regeringen, hvis første møde afholdtes under åben himmel i det rygende og brændende Tokyo, tog straks energiske forholdsregler for at hjælpe den nødstedte befolkning, men efterhånden opstod uenighed i ministeriet om hjælpeaktionens rækkevidde, navnlig om indenrigsminister vicomte Gotos fordringsfulde projekt, og samtidig undergravedes ministeriet fra Seiyukwai-partiets side. Da så et attentat mod prinsregenten fandt sted 27. december, tog førsteministeren ansvaret for det skete og trådte tilbage.
Et nyt ministerium dannedes 7. januar 1924 under ledelse af vicomte K. Kijura, med støtte af overhusets Kenkiukwai-parti. Regeringen, der lige som den foregående stod uden for partierne, havde en udpræget bureaukratisk karakter og mødtes med mistro i vide kredse som »den privilegerede stands kabinet«. Samtidig afbrød en del af Seiyukwai-partiet venskabet med Kenkiukwai og dannede et nyt regeringsfjendtligt parti, Seiju Honto, som protest mod fortsættelsen af de irregulært dannede uparlamentariske regeringer. Det lykkedes dog regeringen at få gennemført loven om Tokyos genopbygning med et tilskud fra staten på 468 mio. Yen. Ved de almindelige valg maj 1924 sejrede det konstitutionelle parti, Kenseikwai, og fik 162 pladser i underhuset, mens Seiyukwai fik 137, Seiju Honto 94 og 4 småpartier hver 9—24. Dette var det første betydningsfulde tilfælde, hvor det ikke lykkedes et regeringsparti at vinde de almindelige valg.
Efter valgene takkede Kijura af og afløstes af vicomte Taka-Akira Kato, føreren for Kenseikwai, der med støtte af K. Takahashi fra Seiyukwai som landbrugs- og handelsminister dannede en stærk koalitionsregering 11. juni 1924. Under de indre uroligheder i Østsibirien på grund af kampene mod sovjetstyrets fremtrængen besatte japanerne øen Sakhalin og Vladivostok i 1920 og trak først deres tropper tilbage maj 1925, efter at Japan ved traktat af 20. januar 1925 havde anerkendt Sovjetunionen. Samme år gennemførtes en ny lov den 29. marts 1925 om almindelig stemmeret, hvorved vælgertallet i Japan 4-dobledes fra 3 til ca. 12 mio. I april 1925 unddrog Takahashi regeringen sin støtte og afløstes som partifører af general, baron G. Tanaka, under hvis ledelse Seiyukwai på ny søgtes forenet med Seiju Honto. Kato nødtes da til at træde tilbage, men reorganiserede sit ministerium udelukkende med medlemmer af Kenseikwai (2. august 1925), og da sammenslutningen mellem de to oppositionspartier ikke lykkedes, bevarede han magten til sin død (28. januar 1926). Indenrigsministeren i Katos kabinet, Rejiro Wakasuki, overtog regeringens ledelse og fortsatte med et rent Kenseikwai-ministerium, delvis støttet af Seiju Honto-partiet. Efter mange års svagelighed døde kejser Joshihito 25. december 1926 og efterfulgtes af prinsregenten Hirohito, der tog regeringsnavnet Showa (»den oplyste Fred«).
I marts—april 1927 ramtes Japan af en alvorlig finansiel krise. Siden prisfaldet 1921 havde en mængde banker og firmaer stået på svage fødder, og den store jordskælvsulykke 1923 forværrede yderligere situationen for en mængde foretagender. Tilmed forsinkede parlamentariske diskussioner vedtagelsen af de såkaldte »jordskælvslove«, så at firmaer, der her igennem skulle hjælpes, i mellemtiden gik i stå. Da krisen udbrød, måtte talrige større og mindre banker og forretninger lukke, navnlig i Osaka og Tokyo. Regeringen foreslog en hjælpeaktion gennem Japans nationalbank, men planen forkastedes i gehejmerådet, og regeringen trak sig tilbage.
Efter kejserens ordre dannede baron Tanaka en regering bestående udelukkende af hans eget parti, Seiyukwai; selv tog han tillige udenrigsministerposten (12. april 1927). Et moratorium udstedtes straks (21. april), og parlamentet indkaldtes til ekstrasamling i begyndelsen af maj. Ved to love bemyndigedes Japans nationalbank dels til at støtte den store Taiwan (Formosa)-bank med indtil 200 mio. Yen (20 mio. £) og Japans øvrige nødstedte banker med 500 mio. Yen. Da moratoriet udløb 12. maj, åbnede vel en del af bankerne igen. og den i april opståede panik forsvandt i tillid til de af regeringen trufne forholdsregler. Men genrejsningsarbejdet viste sig dog vanskeligere end ventet, endnu i slutningen af juni var 26 banker lukkede, og først i løbet af året kom de atter paå fode ved hjælpen fra Japans bank. I juni 1927 udtrådte finansministeren, vicomte Takahashi, af regeringen, men denne formåede dog stadig siden at manøvrere sig igennem, trods manglende flertal i kammeret og til trods for, at flertallet af Seiju Honto forenedes med Kenseikwai i et nyt, liberalt parti, Rikken Minseito, der talte 222 stemmer mod regeringens 188. De første almindelige valg efter den nye valglov afholdtes februar 1928. Valget drejede sig hovedsagelig om økonomiske spørgsmål. Ministeriet Tanakas program var landets hurtige industrialisering, mens det liberale Minseito-parti ville gennemføre en kraftig sparepolitik. Valgene blev ikke den ellers i Japan sædvanlige sejr for den siddende regering. Seiyukwai fik kun 221 mandater, Minseito 214 og bonde- og arbejderpartiet (Rodo Nominto) 8 således, at regeringen kun havde flertal ved hjælp af en del løsgængere. Årsagerne til regeringens valgnederlag må formentlig søges i Japans uheldige politik i Kina, underskudet på budgettet og afskedigelsen af en række oppositionelle embedsmænd.